# Organizzazione internazionale per il commercio
Istituzione sovranazionale, proposta dal Consiglio economico e sociale delle Nazioni Unite come organizzazione permanente accanto a quelle nate dalla Conferenza di Bretton Woods ovvero Banca Mondiale e Fondo monetario internazionale.
La sua istituzione fu ribadita dall'accordo raggiunto nell'ambito della Conferenza sul commercio e l'occupazione, tenutasi a L'Avana (Cuba) tra il 21 novembre 1947 ed il 24 marzo del 1948 e conclusasi con la stesura dello statuto, noto come Carta dell'Avana.
Quest'ultima era composta da 106 articoli, nei quali si affermava sostanzialmente la necessità di adottare ogni mezzo per aumentare gli scambi commerciali a livello internazionale (specialmente attraverso la stabilizzazione dei prezzi delle materie prime e l'istituzione di un'autorità antitrust) e per migliorare l'occupazione e il tenore di vita nei paesi aderenti (tramite la formulazione di normative eque in materia di lavoro), con particolare riguardo allo sviluppo economico nelle zone arretrate, anche a seguito della guerra.
L'Organizzazione non fu mai creata effettivamente perché il suo statuto non venne sottoscritto dal numero di paesi necessario e per l'opposizione della maggioranza dei parlamentari degli Stati Uniti d'America, i quali temevano che l'ente potesse intralciare la politica economica interna. Il 6 dicembre 1950, dopo oltre due anni di tentativi, il presidente Truman annunciò che non avrebbe più chiesto l'approvazione della Carta.
I princìpi che avrebbero dovuto ispirare l'operato dell'Organizzazione sono stati poi ripresi nel preambolo del GATT e in altri accordi economici e commerciali relativi ad aree geo-politiche particolari.